# Utah Grizzlies (1995–2005)
Utah Grizzlies var ett ishockeylag i USA som fanns mellan åren 1995 och 2005. De spelade sina hemmamatcher i E Center, West Valley City.

### Fotnoter
1. ↑  ”Doldisen Salo är inte som andra” (på svenska). Sydsvenskan. 17 februari 2002. https://www.sydsvenskan.se/2002-02-17/doldisen-salo-ar-inte-som-andra. Läst 26 augusti 2019.